# Michel Scob
Pour les articles homonymes, voir Scobeltzine et Scob.
Michel Scobeltzine (russe : Скобельцын), dit Michel Scob, né le 26 avril 1935 à Inchy et mort le 7 septembre 1995 à Suresnes, est un coureur cycliste français, spécialiste du demi-fond. Il a participé à l'épreuve du kilomètre contre la montre et du tandem aux Jeux olympiques d'été de 1960.

## Biographie
Petit-fils d'un général de l'armée russe, peut-être Vladimir Stepanovich Skobeltsyn (ru)[citation nécessaire], russe blanc, exilé en France. Il est le frère de l'actrice Édith Scob.
Michel Scob est conseillé à ses débuts par Roger Godeau. Michel Scob organise et anime les « jeudis populaires », puis les mercredis de la Cipale, consacrés aux jeunes. Il est l’entraîneur de Jacques Mourioux et Alain Van Lancker.
Michel Scob soutient l'Union nationale des cyclistes professionnels dès ses débuts,  en 1957, en devient le secrétaire général adjoint en 1963, secrétaire général en 1965 et tient le poste pendant de nombreuses années jusqu'en 1983.
« Coureurs, dirigeants, organisateurs, journalistes, etc., doivent œuvrer pour un fonctionnement plus démocratique du pouvoir sportif, pour son indépendance réelle vis-à-vis des puissances de l’argent, et afin de lui assurer une véritable autorité morale. »
— Michel Scob
En 1967, il déclare à Miroir du cyclisme qu'« il est contre les amphétamines qu'il classe parmi les drogues. Je crois sincèrement que, malheureusement, le cyclisme est le sport le plus empoisonné. »

## Palmarès
- 1955
  - 2e finale de la course de la médaille
- 1960
  -  Championnat de France de vitesse amateur
- 1964
  - 2e du championnat de France de demi-fond
- 1965
  - 3e du championnat de France de demi-fond
- 1969
  -  Champion de France de demi-fond (derrière grosses motos)
- 1970
  -  Champion de France de demi-fond[6]

## Ecrits
- Jacques Anquetil, Pierre Chany et Michel Scob, Cyclisme, Compétition et Loisir, Robert Laffont, 1975.
- Michel Scob et Gilles Rabin, Cyclotourisme : Les multiples aspects du cyclotourisme, Robert Laffont, 1978.